# Cobra de Pougatchev
Pour les articles homonymes, voir Cobra (homonymie) et Pougatchev (homonymie).
Le Cobra et plus particulièrement le Cobra de Pougatchev, appelé kort parad en suédois, est une manœuvre de combat aérien, plus particulièrement en post-décrochage. Cette manœuvre est rendue possible grâce à une combinaison du contrôle du tangage, de stabilité, et d'efficacité des moteurs et des entrées d'air à angle d'attaque très élevé. Exemple de super-manœuvrabilité, le Cobra de Pougatchev est considéré comme l'une des figures de voltige aérienne les plus exigeantes et difficiles à réaliser durant les spectacles aérien à travers le monde[réf. à confirmer]. La particularité de la manœuvre du Cobra de Pougatchev par rapport au terme plus général de Cobra, est que l'angle d'incidence (i.e. de braquage) dépasse les 90° pour celle-ci, alors que ce n'est pas forcément le cas pour une manœuvre du Cobra.
Le premier avion à avoir effectué une manœuvre proche du Cobra fut un Saab 35 Draken suédois d'où le nom de la manœuvre kort parad (pour courte parade). Un pilote de F-14 revendiquerait aussi le titre, sauf que son angle d'incidence atteignait à peine les 70°. Le premier à réaliser un Cobra avec un angle de braquage dépassant les 90° fut le pilote d'essai de Soukhoï Igor Volk, lors des tests en vol du Soukhoï Su-27.
Le pilote d'essai soviétique Viktor Pougatchev fut le premier pilote à effectuer un Cobra en public avec un angle d'attaque supérieur à 90°, lors du salon aéronautique du Bourget de 1989. C'est alors que la manœuvre du Cobra avec un angle d'attaque supérieur à 90° fut appelée le Cobra de Pougatchev.

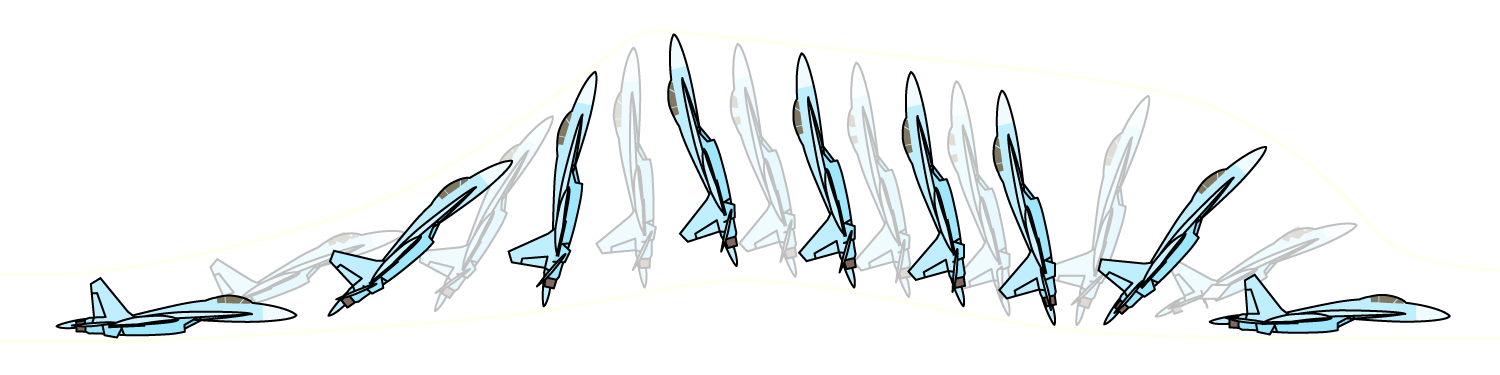
Décomposition des différentes phases d'un cobra de Pougatchev effectué par un Su-27 Flanker.

## Description
Tout d'abord, le pilote doit désengager son appareil de sa limite d'angle d'incidence et par le fait même, le défaire de sa protection contre les trop grands facteurs de charges[style à revoir]. Puis, le pilote doit rapidement ramener le manche vers lui. L'appareil atteindra un angle d'incidence d'environ 90 à 120 degrés (pour le Cobra de Pougatchev), ainsi qu'un léger gain d'altitude mais aussi une perte significative en vitesse. À cette incidence, le pilote doit relâcher le manche. La gouverne de profondeur en position neutre génère de la traînée qui ramène l'avion en position horizontale. De nouveau à l'horizontale, le pilote doit accélérer le plus rapidement possible afin de compenser la perte de vitesse et éviter le décrochage. Effectuée correctement, la manœuvre permet à l'avion de maintenir une trajectoire de vol quasiment rectiligne durant chaque phase et l'avion ne prend ni roulis ni lacet. La vitesse est un élément clé pour réaliser le Cobra de Pougatchev. Une vitesse trop basse ne permettra pas au pilote d'atteindre un angle d'attaque élevé sans décrocher, tandis qu'une vitesse trop élevée fera grimper l'avion et causera trop de facteur de charge, ce qui est extrêmement dangereux pour le pilote qui peut perdre conscience en plein vol.
Cette manœuvre a été nommée Cobra en référence au serpent qui se redresse face au danger imminent. Effectuer un Cobra durant un combat aérien freine brusquement l'avion ce qui pourrait laisser l'appareil ennemi passer devant. Une fois l'adversaire devant son avion, le pilote remet son appareil en vol horizontal et il est ainsi disposé à faire feu.
À noter que le Cobra de Pougatchev et le Cobra s'effectuent sans la post-combustion afin de réduire la force G et de ne pas monter en flèche.

## Critères
Pour effectuer un Cobra de Pougatchev, l'appareil (un avion de chasse) doit posséder des gouvernes de profondeur efficaces, et donc souvent de grandes tailles. Il doit aussi disposer d'entrées d'air correctement positionnées, jamais masquées par le fuselage ou la voilure, afin d'approvisionner continuellement les moteurs en air. Des dérives assez hautes par rapport à l'avion assurent un flux d'air constant sur les gouvernes de direction et empêchent de perdre le contrôle en lacet ou en roulis.
Certaines caractéristiques peuvent faciliter la manœuvre, mais sont optionnelles et ne permettront pas de faire le Cobra à elles seules. Parmi ces caractéristiques, on retrouve des extensions de bord d'attaque des ailes (apex). Les extensions de bord d'attaque augmentent la stabilité et réduisent le risque de décrochage car elles génèrent des tourbillons, qui augmentent la portance et la stabilité aux grands angles d'incidence et à basse vitesse. Les plans canards facilitent aussi la manœuvre en améliorant la stabilité et en augmentant la maniabilité (ils agissent comme des apex). En ce qui concerne les moteurs, les entrées d'air à géométrie variable doivent être complètement ouvertes.
Cependant, un avion possédant uniquement la poussée vectorielle et des entrées d'air correctement positionnées sera apte à faire le Cobra de Pougatchev.[réf. nécessaire]

## Aéronefs ayant déjà effectué unCobra de Pougatchev
À noter que seuls le Su-30, le Su-35, le Su-37, le T-50, le MiG-29 OVT (MiG-35), le F-16 VISTA, le J-10B TVC et le F-22  possèdent la poussée vectorielle.
Russie :
- Le Mikoyan-Gurevich Mig 21 Fishbed
- Le Sukhoï  Su-27 Flanker
- Le Sukhoï Su-30
- Le Sukhoï Su-33
- Le Sukhoï Su-37 Terminator
- Le Sukhoï Su-35
- Le Mikoyan-Gurevich MiG-29
- Le Mikoyan-Gourevitch MiG-29 OVT (et MiG 35)
- Le Sukhoï T-50

Suède :
- Le  Saab 35 Draken avec un angle de braquage tout juste au-dessus de 90°

États-Unis :
- Le F-16 VISTA

- Le Lockeed F-22 Raptor

Chine :
- J-10B TVC

## Aéronefs théoriquement capables d'effectuer unCobra de Pougatchev
Les aéronefs suivants possèdent tous la poussée vectorielle et devraient être en mesure d'effectuer le Cobra de Pougatchev.
- Russie :
  - Le Soukhoï Su-47 Berkut était supposé être équipé de poussée vectorielle.

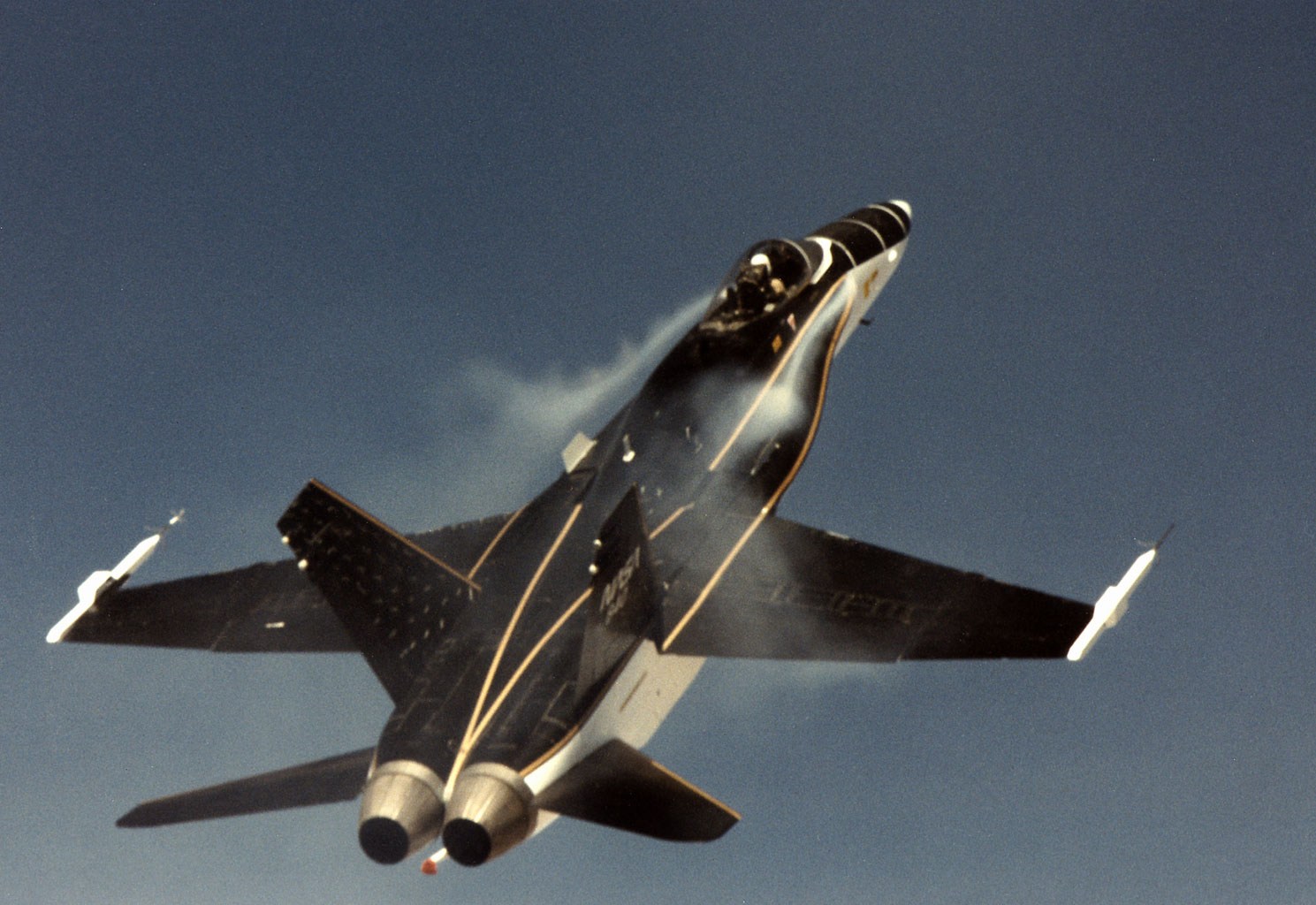
Un F-18 HARV de la NASA. Les apex génèrent des vortex.

- États-Unis : Les prototypes de la NASA:
  - Le F-15 S/MTD, le F-15 ACTIVE et le F-15 IFCS.
  - Le F-18 HARV
  - Le F-16 MATV et le F-16 VISTA.

- Allemagne-États-Unis :
  - Le Rockwell-Messerschmitt X-31

## Aéronefs ayant presque réalisé unCobraavec l'angle d'attaque atteint
Les aéronefs suivants ont atteint des angles d'attaques relativement proches de 90° et sont donc théoriquement en mesure d'effectuer un cobra. La plupart sont équipés de poussée vectorielle, ou bien d'autres équipements améliorant la capacité à effectuer des manœuvres avec des angles d'attaques importants, tels que des ailes en flèche inversée ou de plans canard, mais certains comme le F-14, sont capables d'atteindre des angles d'attaques très élevés avec une architecture très classique.
- France : 
  - Dassault Rafale : (60°)

- États-Unis : 
  - F-18 HARV : (65°)
  - F-15 STOL/MTD : (85°)
  - X-29 : (67°)
  - F-14 : (70°)

- États-Unis et Allemagne :
  - Rockwell-MBB X-31 (70°)

## Dans la culture populaire
Cette figure aérienne est illustrée en démonstration et en phase de combat dans Les Secrets de la mer Noire, le quarante-cinquième album de la série de bande dessinée Buck Danny de Jacques De Douhet et Francis Bergèse. Elle apparaît aussi dans le vingt-sixième album Prisonniers des Serbes des aventures de Tanguy et Laverdure. 
On voit aussi cette manœuvre dans le jeu vidéo : Battlefield 3, Dans la quatrième mission "En chasse". Copilote d'un F-18 Hornet, et poursuivant un Mig-29, celui-ci passe dans votre dos en utilisant cette manœuvre et se met ensuite à vous attaquer.
Cette manœuvre est également réalisable dans le jeu vidéo War Thunder.
Cette figure peut être également vue dans l'anime japonais Macross Zero pour échapper au pilote ennemi Nora.
Elle est également montrée dans la bande annonce du film Top Gun : Maverick.
Elle apparaît également dans le jeu Ace Combat 7, dans la septième mission "First Contact" lorsque Champ, allié du protagoniste, engage les hostilités aux commandes de son Mig-29 face à Mihaly.  